# Буда (понятие)
Вижте пояснителната страница за други значения на Буда.
В будизма буда (санскрит: बुद्धत्व буддхатва; пали: बुद्धत्त будхатта или बुद्धभाव буддхабхава) е състояние на пълно просветление (санскрит: सम्यक्सम्बोधि самясамбодхи; пали: सम्मासम्बोधि самасамбодхи), постигнато от буда (термин на пали/санскрит за „събуден човек“).

## Обяснение на термина Буда
В Теравада будизма терминът буда се отнася за човек, който е станал просветлен чрез своите собствени усилия и самопознание, без помощта на учител, който да посочи Дхарма. Самяк самбуда учи другите на Дхарма, след като е постигнал просветление. Пратиека-буда също достига до Нирвана благодарение на своите собствени усилия, но не учи на Дхарма другите. Архата има нужда да следва учението на Буда, за да постигане на нирвана, но също може да преподава Дхарма, след като е постигнал Нирвана В друг пример терминът буда е използван в Теравада за всички, които са постигнали нирвана, а използвайки термина Шавакабудда за посочване на архат, буда е някой, който зависи от ученията на Буда, за да постигне нирвана.